# Adelaide Nicastro Calcio
L'Adelaide Nicastro Calcio fu una società calcistica che nacque e concluse la sua esistenza nella città di Lamezia Terme. Nel suo periodo migliore raggiunse la Serie C2, il quarto livello del campionato italiano di calcio.

## Storia

### Le origini e gli anni ottanta
L'Adelaide Nicastro venne fondata nel 1975 a Lamezia Terme, nei primi anni della sua storia partecipò ai vari campionati regionali. Nella stagione 1985-1986 vinse il girone B di Prima Categoria passando in Promozione.
Nel 1986-1987 sfiorò la vittoria del campionato piazzandosi al secondo posto, mentre nel 1987-1988 vinse il girone A calabrese, ottenendo la promozione al Campionato Interregionale. Al primo anno di permanenza nella massima serie dilettantistica vinse il campionato 1988-1989, ottenendo la promozione in Serie C2. Di quella formazione facevano parte giocatori del calibro di Massimiliano Mirabelli, futuro diesse del Milan; di Gaetano Di Maria centrocampista con trascorsi in B ed in C con la maglia del Barletta; di Leonardo Vanzetto, giocatore che ha scritto pagine storiche in tantissime società dilettantistiche e professionistiche della Calabria e della Sicilia; di Francesco Marino, che poi giocherà con l'Udinese in sere A; di Domenico Toscano, ex centrocampista di Cosenza, Reggina e Rende ed ex allenatore della Reggina; di Consolato Scevola, altro giocatore che ha fatto la storia del calcio dilettantistico calabrese e passato alle cronache anche per un famoso litigio in campo con un giovane Marco Materazzi in un Rosarnese-Marsala stagione 1993/94; e di Francesco Parisi (Roccalumera - Me - 05/10/1964), ex centrocampista di A.C.R. Messina (stagione 1981/82), Milazzo, Giarre e Gangi.

L'Adelaide Nicastro 1989-1990

Nella stagione 1989-1990 l'Adelaide trasferì la sede del campo di gioco a Chiaravalle Centrale, perché i suoi dirigenti decisero di passare nei ranghi della Vigor Lamezia. Concluse il suo unico campionato professionistico finendo penultima nel girone D di Serie C2 e retrocedendo nel Campionato Interregionale.

### Gli anni novanta e lo scioglimento
Disputò ancora le stagioni 1990-1991 e 1991-1992 nel Campionato Interregionale, concluse rispettivamente in sesta e terza posizione. Nel 1992 l'Adelaide Chiaravalle si sciolse e vendette il titolo sportivo al Real Catanzaro che disputò altre tre stagioni nel Campionato Nazionale Dilettanti. Nell'estate del 1995 il titolo venne acquistato dalla nuova società, che si venne a creare a Lamezia Terme, per rifondare la Vigor Lamezia, e disputò il campionato con la denominazione di Comprensorio Vigor Lamezia.

## Colori e simboli

### Colori
L'Adelaide Nicastro ha storicamente usato i colori bianco e azzurro, e dopo il trasferimento della sede del campo di gioco a Chiaravalle, la società ha optato per quelli giallo e nero, che erano i colori sociali della storica società di quel comune.

## Strutture

### Stadio
Dal 1975 al 1989 giocò le partite casalinghe allo stadio Guido D'Ippolito di Lamezia Terme, mentre dal 1989 al 1992 la sede del campo di gioco fu lo stadio Foresta di Chiaravalle Centrale.

## Statistiche e record

### Partecipazioni ai campionati
| Livello | Categoria                 | Partecipazioni | Debutto   | Ultima stagione | Totale |
| ------- | ------------------------- | -------------- | --------- | --------------- | ------ |
| 4º      | Serie C2                  | 1              | 1989-1990 | 1989-1990       | 1      |
| 5º      | Campionato Interregionale | 3              | 1988-1989 | 1991-1992       | 3      |

## Palmarès

### Competizioni nazionali
- Campionato Interregionale: 1

1988-1989 (girone M)

### Competizioni regionali
- Promozione: 1

1987-1988 (girone A)

### Altri piazzamenti
- Campionato Interregionale:

Terzo posto: 1991-1992 (girone L)
- Promozione:

Secondo posto: 1986-1987